# Membrilleros de Magdalena
Los Membrilleros de Magdalena es un equipo de béisbol que compite en la Liga Norte de Sonora con sede en Magdalena de Kino, Sonora, México. 

## Historia
Los Membrilleros de Magdalena es un equipo fundado en 1942. Es el equipo más ganador de la Liga Norte de Sonora con once títulos obtenidos. El primero fue cuando la liga era amateur en 1949 y no cuenta como oficial, ya que la temporada oficialmente no fue concluida, y los oficiales fueron en las campañas 1956, 1959, 1961, 1964, 1967, 1970, 1980, 1981, 1989, 1999 y el último en 2005.  El estadio Padre Kino es su sede  con 3,000 asientos.
Sigue vigente jugando hasta 2022 en la actual Liga Norte de Sonora Amateur.

## Jugadores
Producto de los Membrilleros de Magdalena de Kino, Sonora, se distingue por notables beisbolistas que han participado en las diversas ligas:

### Grandes Ligas
- Sergio “Kalimán” Robles jugó con Orioles de Baltimore y Dodgers de los Ángeles, además de Los Naranjeros de Hermosillo
- Luis Urías juega con Cerveceros de Milwaukee en 2022
- Ramón Urías, con la franela de los Orioles de Baltimore en 2022.
- Gerardo Bojórquez Peralta: Astros de Houston[2]

### Liga Mexicana del Pacífico y Liga Mexicana de verano
- Gustavo Hodgers Rico (1934) Naranjeros de Hermosillo y Diablos Rojos;
- Sergio Kalimán Robles (1946) Naranjeros de Hermosillo
- Mario Enrique Preciado Paredes (1957) Tomateros de Culiacán, Venados de Mazatlán, Algodoneros de Unión Laguna[3]
- José Augusto Figueroa Navarro, (1992) Venados de Mazatlán y Diablos Rojos[4]
- Eduardo Revilla Acuña: Mayos de Navojoa y Diablos Rojos[5]
- Paul León Álvarez: Mayos de Navojoa y Piratas de Campeche[6]
- Germán Revilla Medrano, (2001) Tomateros de Culiacán y Tigres de Quintana Roo[7]
- Gerardo Bojórquez Peralta: Venados de Mazatlán
- Jorge Quiñónez Valenzuela, Yaquis de Ciudad de Obregón, Aguascalientes; Tigres Capitalinos, Cachorros de León[8]
- Manuel Hernández,

Liga Norte de Sonora
Manuel Acosta, Rubén Ochoa, Ramón Otero, Manuel Miranda, Eleazar "Chay" Zepeda, Víctor Jara, Julio Robles, Carlos Heguertty. Fielders : Miguelito Márquez, Jesús Córdova, José Luis Córdova, Manuel Pino, Carlos Balbastro, Arturo Salinas y Fausto Morales, Homero "Jimmy" Romo Robledo, Pitchers: J. Guadalupe García, Ángel Montiel, Eugenio Zepeda, Heriberto Jara, Ramón Angulo, Manuel "El Lefty" Valdez, Víctor Manuel Moreno y Jesús Urrea.

### Roster actual
"Temporada 2009"